# NA-2312
La NA-2312 es una carretera que comunica el pueblo de Góngora con la NA-2310.

## Recorrido
| Denominación | Kilómetro | Salida              | Carretera           | Dirección           |
| ------------ | --------- | ------------------- | ------------------- | ------------------- |
| NA-2312      | 0         |                     | NA-2310             | Pamplona Mutilva    |
| NA-2312      | 0         | Travesía de Góngora | Travesía de Góngora | Travesía de Góngora |

- Datos: Q12264090